# ريجنانو فلامينيو
ريجنانو فلامينيو (بالإنجليزية: Rignano Flaminio)‏هو كومون (البلدية) في مدينة روما الحضرية في ال الإيطالية المنطقة لاتيوم، حول 35 كيلومتر (22 ميل) شمال روما. ومن عبر فيا فلامينيا.
حدود ريجنانو فلامينيو على يحدوها بلديات كالكاتا وكابينا وتشيفيتيلا سان باولو وفاليريا وماجليانو رومانو ومورلوبو وسانت أوريست .
لديها محطة على سكة حديد روما- فيتيربو .

## تاريخ
تم توثيق المستوطنات الزراعية في Capenati و Falisci في المنطقة منذ القرن الخامس أو الرابع قبل الميلاد. في القرن السادس الميلادي ، تم إنشاء كنيسة حج شهيرة ، بعنوان القديس أبونديوس وأبونديوس ، هنا ؛ تم نقل رفات القديسين إلى روما ، على جزيرة التيبر ، في عام 999. في عام 1159 توفي البابا أدريان الرابع في رينانو.
كان ريجنانو في البداية مملوكًا لسانتا ماريا في تراستيفيري ثم لعائلة سافيلي ، التي أطاح بها البابا ألكسندر السادس قريبًا. بعد سقوط بورجيا ، استعادها Savelli واحتفظت بالإقطاعية حتى عام 1607 ، عندما باعوها إلى البورغيزيين . انتقل لاحقًا إلى أسر المعطي والتسيزي وماسيمو.